# Vaterpolsko prvenstvo Jugoslavije 1966.
Vaterpolsko prvenstvo Jugoslavije za 1966. godinu je osvojio Partizan iz Beograda.

## Ljestvica
Konačan poredak s osvojenim bodovima.
```
1. Partizan Beograd            24
2. Mladost Zagreb              23
3. Mornar Split                14
4. Jadran Herceg Novi          13 
5. Medveščak Zagreb            10
6. Jadran Split                 9
7. Primorac Kotor               9
8. Crvena zvezda Beograd        9
```

Druga liga
```
1. Jug Dubrovnik           14  28
2. KPK Korčula             14  23
3. Primorje Rijeka         14  17
4. Bečej                   14  11
5. Šibenik                 14  11
6. POŠK Split              14  10
7. Rivijera Đenovići       14   8
8. Jedinstvo Zadar         14   3
```